# Mario Bonaccorso
Mario Bonaccorso (Milano, 8 ottobre 1974) è un giornalista e blogger italiano.

## Biografia
Nato e cresciuto a Milano, ha conseguito la laurea in Scienze politiche all’Università degli Studi di Milano e si è specializzato in Storia dell’Integrazione europea all’Università di Aquisgrana (RWTH Aachen). All’Università di Milano ha conseguito anche un Master in Scienze del Lavoro. 
Giornalista pubblicista, ha collaborato con il quotidiano il manifesto e con Affaritaliani.it. Nel 2012 ha fondato il blog Il Bioeconomista, The First Bioeconomy Blog, e dal 2013 collabora regolarmente con la rivista internazionale Materia Rinnovabile, specializzata in Bioeconomia ed Economia circolare. 
Da ottobre 2016 a dicembre 2017 ha diretto The BioJournal, il portale dedicato alla bioeconomia e alla sostenibilità lanciato dall'ex giocatore del Milan e dell'Arsenal, Mathieu Flamini. 
Ha contribuito in qualità di esperto alla pubblicazione di Urban BioCycle, a cura della Fondazione Ellen MacArthur, nel marzo 2017.
Ha fatto parte dell’organising board del Secondo Bioeconomy Investment Summit, organizzato nel 2017 a Helsinki dalla Commissione europea e dall'Istituto Forestale Europeo. Fa parte dell’advisory board del World Circular Bioeconomy Forum e dell’advisory board del Master universitario di II livello BioCirce, organizzato da Università degli Studi di Milano Bicocca, Università degli Studi di Torino, Alma Mater di Bologna e Università degli Studi Federico II di Napoli.
Nel 2021 si è aggiudicato la Menzione Speciale della Giuria e il riconoscimento degli Enti locali alla XXXVII edizione del Premio Sele d’Oro Mezzogiorno per il suo saggio L’uomo che inventò la bioeconomia. Raul Gardini e la nascita della chimica verde in Italia.

## Premi
Premio Sele d’Oro Mezzogiorno, 2021

## Opere
- The Bioeconomy Revolution, Milano, Edizioni Ambiente, 2016[15] ISBN 978-88-6627-198-7
- Che cosa è la bioeconomia (con Irene Banos Ruiz), Milano, Edizioni Ambiente, 2019[16]. ISBN 978-88-6627-201-4 Il libro è stato selezionato da RCS MediaGroup tra i 20 titoli della Collana Vivere Sostenibile distribuiti nelle edicole italiane con Corriere della Sera e Gazzetta dello Sport nell’estate del 2020[17].
- L'uomo che inventò la bioeconomia. Raul Gardini e la nascita della chimica verde in Italia, Milano, Edizioni Ambiente, 2020[18][19] ISBN 978-88-6627-313-4
- Che cosa è la bioeconomia circolare, Milano, Edizioni Ambiente, 2024[20] [21]ISBN 978-88-6627-410-0